# Leiso
Leiso – wieś w Estonii, w prowincji Võru, w gminie Sõmerpalu.